# Radlin (Grande-Pologne)
Pour les articles homonymes, voir Radlin (homonymie).
Radlin (prononciation : [ˈradlʲin]) est un village polonais de la gmina de Jarocin dans le powiat de Jarocin de la voïvodie de Grande-Pologne dans le centre-ouest de la Pologne.
Il se situe à environ 8 kilomètres au nord de Jarocin (siège de la gmina et du powiat) et à 57 kilomètres au sud-est de Poznań (capitale régionale).
Le village possédait une population de 627 habitants en 2007.

## Histoire
De 1975 à 1998, le village faisait partie du territoire de la voïvodie de Kalisz.

Depuis 1999, Radlin est situé dans la voïvodie de Grande-Pologne.

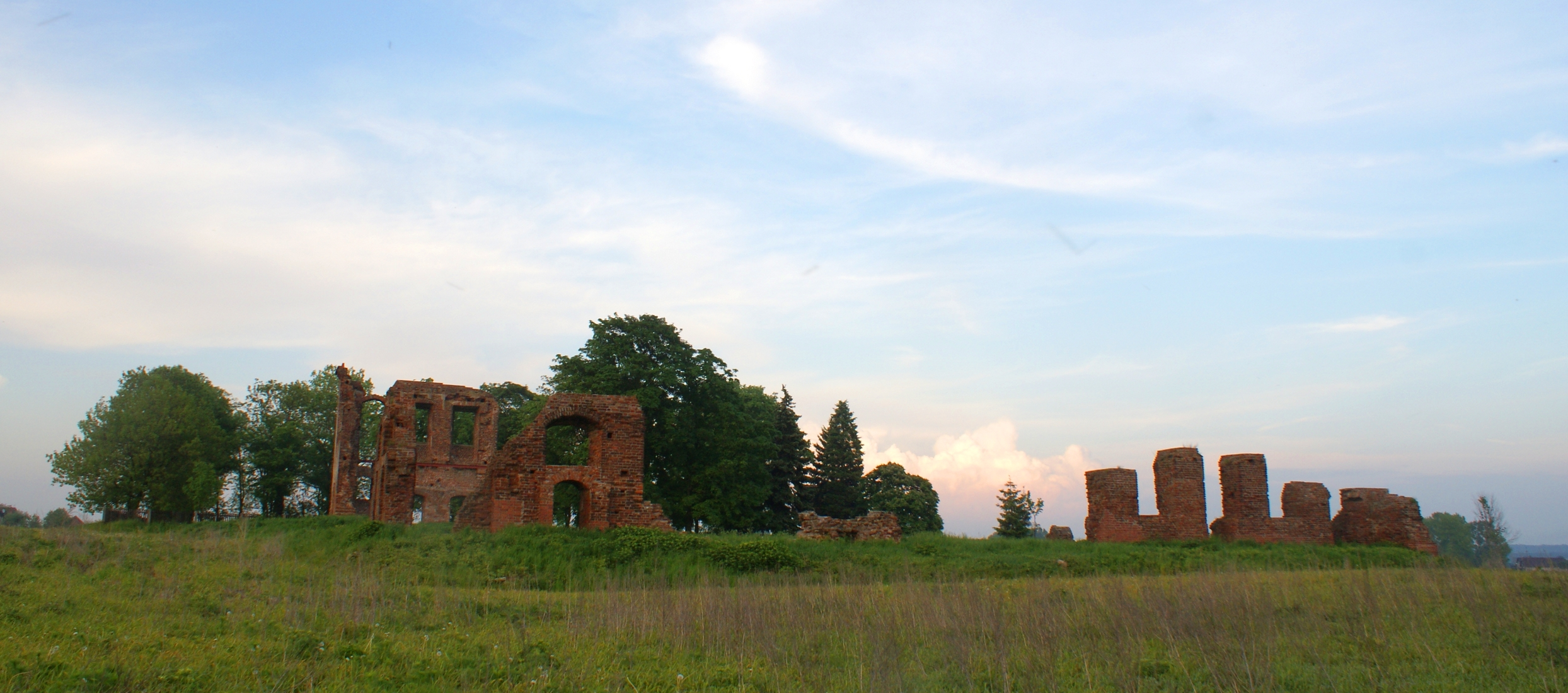
Vue d'ensemble des ruines.
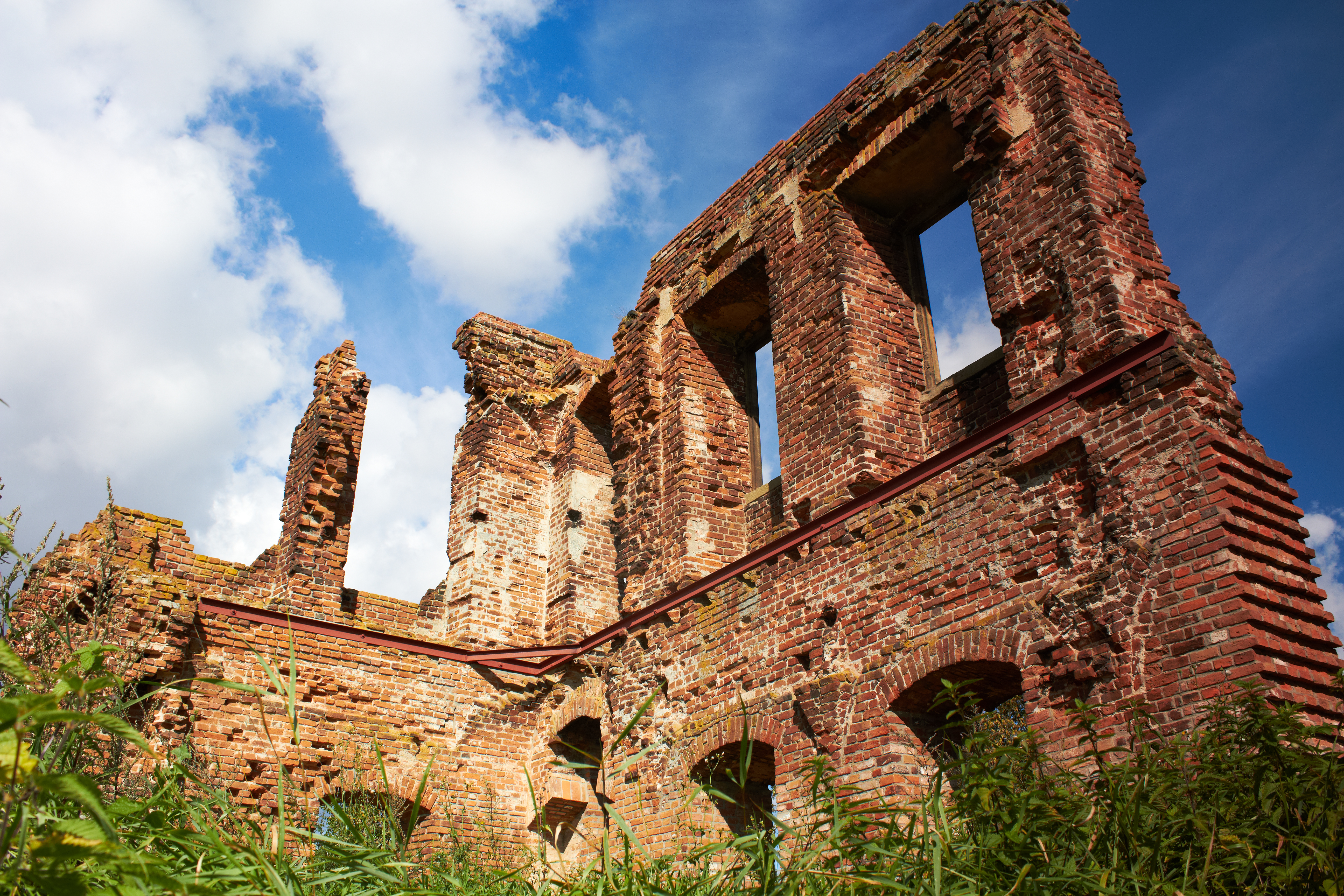
Détail des ruines.
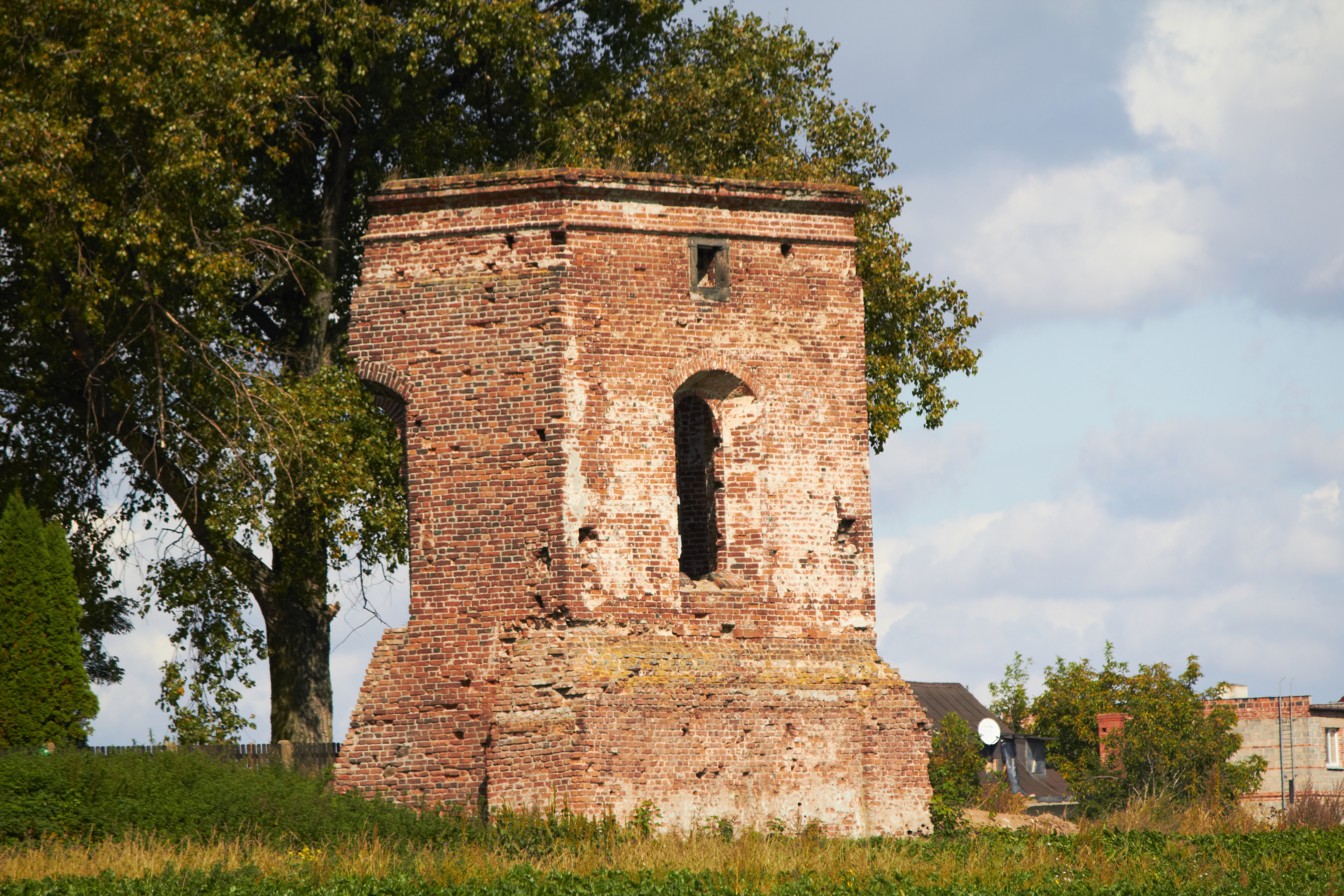
Une ancienne tour.